# Kościół Najświętszego Zbawiciela w Blachowni
Kościół Najświętszego Zbawiciela w Blachowni – rzymskokatolicki kościół parafialny parafii Najświętszego Zbawiciela w Blachowni.

## Historia
Plan budowy cmentarza miejskiego i domu pogrzebowego na Błaszczykach powstał w 1974 r., jednak rozpoczęte wówczas prace nie zostały dokończone. W 1993 r., dzięki staraniom proboszcza parafii św. Michała Archanioła w Blachowni ks. Andrzeja Walaszczyka, rozpoczęto budowę w planowanym wcześniej miejscu, jednak według nowego projektu i na nowych fundamentach. 23 kwietnia 1995 r. arcybiskup częstochowski Stanisław Nowak uroczyście poświęcił i wmurował kamień węgielny. Autorem projektu jest architekt Marek Witkowski. Budowę ukończono w 2000 r., w następnych latach świątynia była wyposażana. Przy kościele znajduje się cmentarz.
20 sierpnia 2008 r. w mieszkaniu znajdującym się na poddaszu świątyni został zamordowany pierwszy proboszcz parafii ks. Wojciech Torchała.

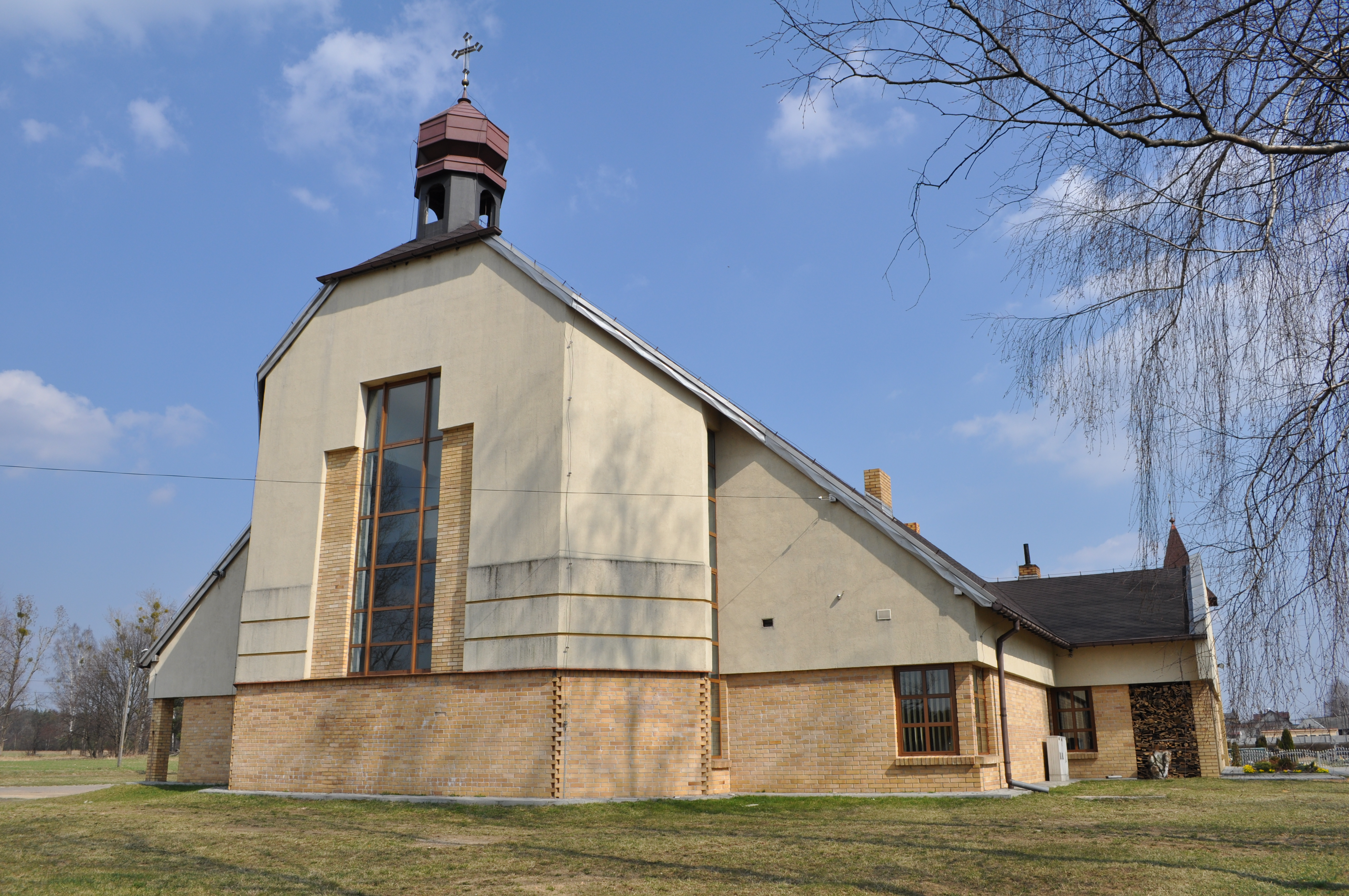
kościół od strony zachodniej